# Copa América 2017 (calcio a 5)
La Copa América de Futsal 2017 è stata la 12º edizione del torneo, la cui fase finale si è disputata dal 5 al 12 aprile 2017 presso l'Estadio Aldo Cantoni di San Juan, in Argentina.

## Formula
Le dieci selezioni partecipanti sono state distribuite in due gironi all'italiana formati da cinque squadre ciascuno. Le selezioni classificatesi nelle prime due posizioni accedono alla fase successiva ad eliminazione diretta: la prima del girone A affronterà la seconda classificata del girone B e vice versa. Le terze classificate si affronteranno nella finale 5º posto, le quarte per il 7° e le ultime dei due gironi per il 9º posto.

## Fase a gironi

### Gruppo A
| Squadra   | Pti | G | V | N | P | GF | GS | DR  |
| --------- | --- | - | - | - | - | -- | -- | --- |
| Brasile   | 10  | 4 | 3 | 1 | 0 | 23 | 3  | +20 |
| Argentina | 10  | 4 | 3 | 1 | 0 | 21 | 4  | +17 |
| Venezuela | 6   | 4 | 2 | 0 | 2 | 10 | 16 | -6  |
| Bolivia   | 3   | 4 | 1 | 0 | 3 | 4  | 19 | -15 |
| Cile      | 0   | 4 | 0 | 0 | 4 | 3  | 19 | -16 |

| San Juan 5 aprile 2017, ore 19:00 (UTC-3) | Cile | 1 – 2 | Venezuela | Estadio Aldo Cantoni |

| San Juan 5 aprile 2017, ore 21:00 (UTC-3) | Argentina | 6 – 1 | Bolivia | Estadio Aldo Cantoni |

| San Juan 6 aprile 2017, ore 19:00 (UTC-3) | Bolivia | 0 – 9 | Brasile | Estadio Aldo Cantoni |

| San Juan 6 aprile 2017, ore 21:00 (UTC-3) | Argentina | 8 – 2 | Venezuela | Estadio Aldo Cantoni |

| San Juan 7 aprile 2017, ore 19:00 (UTC-3) | Venezuela | 3 – 1 | Bolivia | Estadio Aldo Cantoni |

| San Juan 7 aprile 2017, ore 21:00 (UTC-3) | Brasile | 8 – 0 | Cile | Estadio Aldo Cantoni |

| San Juan 8 aprile 2017, ore 20:00 (UTC-3) | Argentina | 0 – 0 | Brasile | Estadio Aldo Cantoni |

| San Juan 8 aprile 2017, ore 22:00 (UTC-3) | Cile | 1 – 2 | Bolivia | Estadio Aldo Cantoni |

| San Juan 9 aprile 2017, ore 20:00 (UTC-3) | Brasile | 6 – 3 | Venezuela | Estadio Aldo Cantoni |

| San Juan 9 aprile 2017, ore 22:00 (UTC-3) | Argentina | 7 – 1 | Cile | Estadio Aldo Cantoni |

### Gruppo B
| Squadra  | Pti | G | V | N | P | GF | GS | DR  |
| -------- | --- | - | - | - | - | -- | -- | --- |
| Uruguay  | 8   | 4 | 2 | 2 | 0 | 18 | 13 | +5  |
| Paraguay | 7   | 4 | 2 | 1 | 1 | 18 | 13 | +5  |
| Colombia | 5   | 4 | 1 | 2 | 1 | 20 | 15 | +5  |
| Ecuador  | 4   | 4 | 1 | 1 | 2 | 8  | 18 | -10 |
| Perù     | 3   | 4 | 1 | 0 | 3 | 14 | 19 | -5  |

| San Juan 5 aprile 2017, ore 15:00 (UTC-3) | Perù | 3 – 6 | Uruguay | Estadio Aldo Cantoni |

| San Juan 5 aprile 2017, ore 15:00 (UTC-3) | Paraguay | 3 – 0 | Ecuador | Estadio Aldo Cantoni |

| San Juan 6 aprile 2017, ore 15:00 (UTC-3) | Ecuador | 1 – 9 | Colombia | Estadio Aldo Cantoni |

| San Juan 6 aprile 2017, ore 17:00 (UTC-3) | Perù | 2 – 6 | Paraguay | Estadio Aldo Cantoni |

| San Juan 7 aprile 2017, ore 15:00 (UTC-3) | Ecuador | 4 – 3 | Perù | Estadio Aldo Cantoni |

| San Juan 7 aprile 2017, ore 17:00 (UTC-3) | Colombia | 3 – 3 | Uruguay | Estadio Aldo Cantoni |

| San Juan 8 aprile 2017, ore 16:00 (UTC-3) | Uruguay | 3 – 3 | Ecuador | Estadio Aldo Cantoni |

| San Juan 8 aprile 2017, ore 18:00 (UTC-3) | Paraguay | 5 – 5 | Colombia | Estadio Aldo Cantoni |

| San Juan 9 aprile 2017, ore 16:00 (UTC-3) | Colombia | 3 – 6 | Perù | Estadio Aldo Cantoni |

| San Juan 9 aprile 2017, ore 18:00 (UTC-3) | Uruguay | 6 – 4 | Paraguay | Estadio Aldo Cantoni |

## Fase a eliminazione diretta
|  | Semifinali | Semifinali | Semifinali    |               |           | Finale          | Finale          | Finale          |  |
|  |            |            |               |               |           |                 |                 |                 |  |
|  | Argentina  | Argentina  | 3             |               |           |                 |                 |                 |  |
|  | Argentina  | Argentina  | 3             |               |           |                 |                 |                 |  |
|  | Uruguay    | Uruguay    | 1             |               |           |                 |                 |                 |  |
|  | Uruguay    | Uruguay    | 1             |               | Argentina | Argentina       | 2               |                 |  |
|  |            |            |               |               | Argentina | Argentina       | 2               |                 |  |
|  |            |            | Brasile (dts) | Brasile (dts) | 4         |                 |                 |                 |  |
|  | Brasile    | Brasile    | Brasile (dts) | Brasile (dts) | 4         | 5               |                 |                 |  |
|  | Brasile    | Brasile    |               |               |           | 5               |                 |                 |  |
|  | Paraguay   | Paraguay   | 2             |               |           | Finale 3º posto | Finale 3º posto | Finale 3º posto |  |
|  | Paraguay   | Paraguay   | 2             |               |           |                 |                 |                 |  |
|  |            |            |               |               |           |                 |                 |                 |  |
|  |            |            |               |               |           | Uruguay         | Uruguay         | 3               |  |
|  |            |            |               |               |           | Uruguay         | Uruguay         | 3               |  |
|  |            |            |               |               |           | Paraguay        | Paraguay        | 4               |  |

### Finale 9º posto
| Arbitri: | José Villar Hugo Camargo |

|               |           |                                                                             |
| Araya 38'52'’ | Marcatori | 3'18'’ Tavera 6'19'’ Ramírez 18'47'’ Rivera 29'53'’ Barrantes 35'07'’ Canto |

### Finale 7º posto
| Arbitri: | Marcelo Bais Rodrigo Concha |

|                                           |           |                  |
| Rojas 6'30'’ Saavedra 22'49'’ Paz 33'46'’ | Marcatori | 24'15'’ A. Salas |

### Finale 5º posto
| Arbitri: | Gean Telles Andrés Martínez |

|                                                       |           |                                                                                        |
| Preciado 19'35’, 39'54'’ Froilán 29'23'’ Polo 31'19'’ | Marcatori | 4'54'’, 30'01'’, 32'21'’ Giraldo 18'26'’ Echeverría 21'11'’ Reyes 38'37'’ (rig.) Mejía |

### Semifinali
| Arbitri: | Yuri Garcia Henry Gutiérrez |

|                                                  |           |                       |
| Cuzzolino 2'06'’, 15'35'’ (rig.) Borruto 21'07'’ | Marcatori | 37'28'’ De los Santos |

| Arbitri: | Roly Rojas Christian Espíndola |

|                                                                      |           |                                         |
| Deives 9'45'’, 10'22'’ Rocha 16'11'’ Neguinho 28'33'’ Daniel 37'10'’ | Marcatori | 16'31’ (rig.), 18'35’ (rig.) Juan Salas |

### Finale 3º posto
| Arbitri: | Gean Telles Darío Santamaría |

|                                           |           |                                                                    |
| Ataídes 18'13'’, 27'53'’ Palleiro 26'34'’ | Marcatori | 12'42'’, 37'54'’ Neto 23'19'’ Martínez 36'44'’ (rig.) Javier Salas |

### Finale
| Arbitri: | Daniel Rodríguez Yuri García |

|                               |           |                                                               |
| Rescia 2'04'’ Borruto 32'42'’ | Marcatori | 32'57'’ Lino 38'35'’ F. Valério 43'50'’ Marcel 44'15'’ Arthur |

## Campione
BRASILE
(10º titolo)

## Classifica finale
| Pos. | Squadra   |
| ---- | --------- |
|      | Brasile   |
|      | Argentina |
|      | Paraguay  |
| 4    | Uruguay   |
| 5    | Colombia  |
| 6    | Venezuela |
| 7    | Bolivia   |
| 8    | Ecuador   |
| 9    | Perù      |
| 10   | Cile      |